# Hanumanthapura, Tumkur
Hanumanthapura là một làng thuộc tehsil Tumkur, huyện Tumkur, bang Karnataka, Ấn Độ.